# Ріо-Негро (департамент)
Ріо-Негро (ісп. Río Negro) — один із департаментів Уругваю. Адміністративною столицею є місто Фрай-Бентос, а місто Янг вважається сільськогосподарською столицею департаменту.

## Географія
Департамент Ріо-Негро знаходиться на крайньому заході країни, межуючи на півночі з департаментом Пайсанду, на сході з Такуарембо, на південному сході з Дурасно і на півдні — Соріано. На заході межує з Аргентиною, кордон з якою проходить вздовж річки Уругвай.

## Історія
Департамент Ріо-Негро було створено 20 березня 1880 року. До того часу територія департаменту входила до складу департаменту Пайсанду.

## Економіка
Основною галуззю департаменту є сільське господарство. Головні продукти: соя, соняшник, пшениця, кукурудза, злаки, виноград. У місті Фрай-Бентос функціонує річковий порт.

## Головні населені пункти
Міста або села, з населенням понад 1000 осіб (дані перепису 2004 року)
| Місто/Село   | Población |
| ------------ | --------- |
| Фрай-Бентос  | 23122     |
| Новий-Берлін | 2438      |
| Сан-Хав'єр   | 1680      |
| Янг          | 15759     |

Інші населені пункти: Ель-Омбу, Лос-Арраянес, Лас-Каньяс, Гартеналь і Колонія-Офір.